# Bubarida
Bubarida is een orde van sponsdieren uit de klasse van de Demospongiae (gewone sponzen).

## Families
- Bubaridae Topsent, 1894
- Desmanthidae Topsent, 1894
- Dictyonellidae van Soest, Diaz & Pomponi, 1990